# Bornhagen

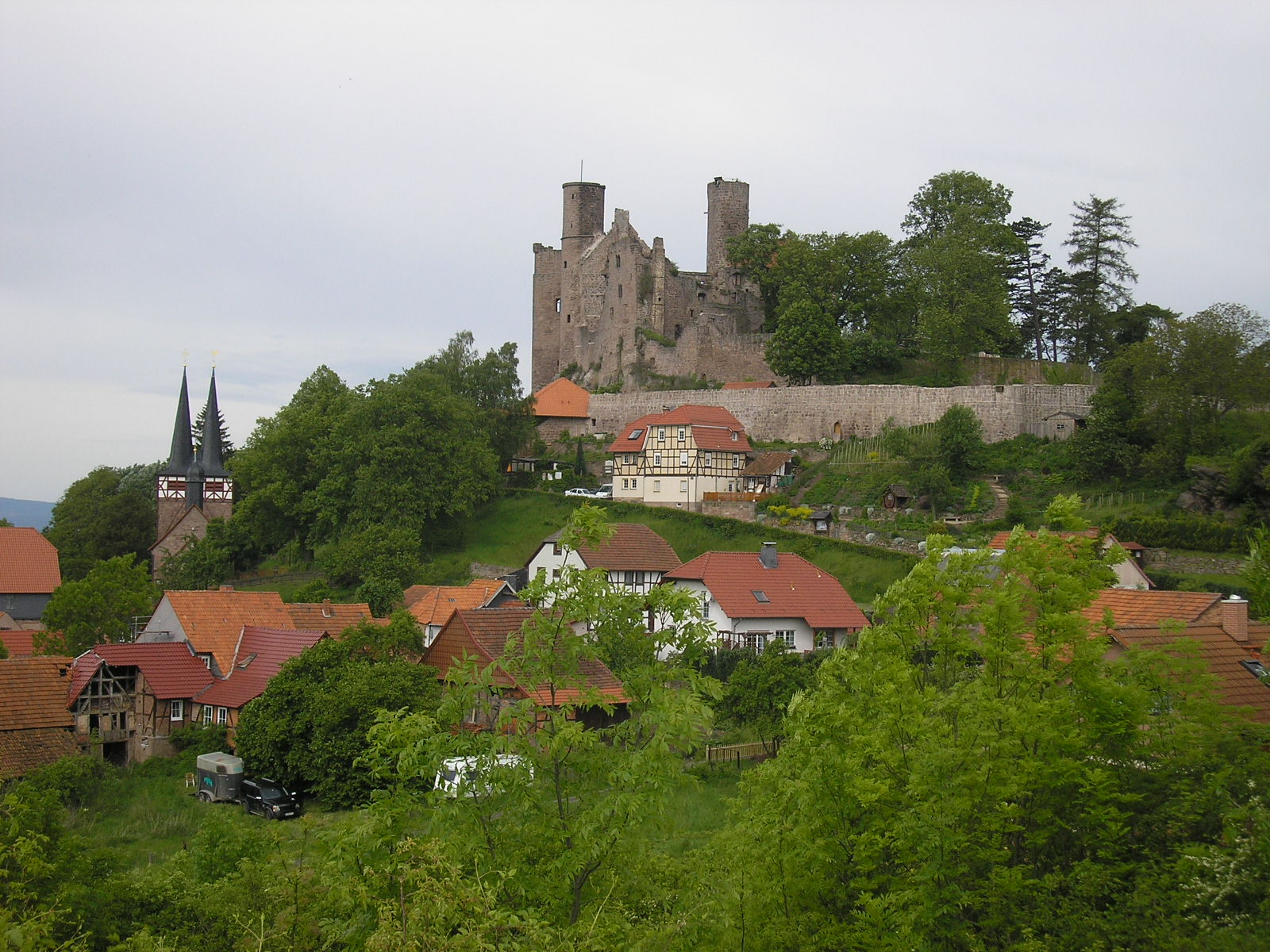
Burcht Hanstein

Bornhagen is een gemeente in de Duitse deelstaat Thüringen, en maakt deel uit van de Landkreis Eichsfeld.
Bornhagen telt 299 inwoners.